# Abenójar
Abenójar egy község Spanyolországban, Ciudad Real tartományban. Lakosainak száma 1324 fő (2024).

## Fekvése
A község Ciudad Real tartomány déli részén található, majdnem teljes egészében a Tirteafuera nevű folyócska völgyében. A völgyi részek felszíne enyhén hullámos, a többi terület változatosabb domborzatú. Növényzetére főleg a magyaltölgyek, a paratölgyek és az ibériai tölgyek jellemzők.
Abenójar Almadén, Almadenejos, Almodóvar del Campo, Cabezarados, Luciana, Los Pozuelos de Calatrava és Saceruela községekkel határos.

## Története
Abenójar az egész tartomány egyik legrégebbi települése. Bár mai utcahálózata teljesen szabálytalan, azért még felfedezhető benne az egykori fontos útvonal, a Camino de la Plata nyomvonala. Ez a település pihenőhelyül szolgált az itt húzódó utakon közlekedő utazók, kereskedők és hajcsárok számára. Még néhány római korból származó emlék is fellelhető a község területén.
Később több évszázadig muzulmán uralom alatt állt, majd a keresztények népesítették be az akkor La Dehesa de Abenójarnak nevezett települést, amelyet a 12. vagy a 13. században adományozott VIII. Alfonz kasztíliai király a Calatrava-rendnek. Maga az Abenójar név egyébként már a 11. század elején is megjelent: névadója Aben Ocaxa volt, egy „hős bandita”, aki megtámadta Andalusz fővárosát, Córdobát.
A későbbi évszázadok során a település fejlődését a bányászat, az állattartás és a növénytermesztés határozta meg.

## Látnivalók, nevezetességek
A község fő műemléke a 18. század végén épült Mária Mennybemenetele templom. A barokk stílusú, görögkereszt alaprajzú épületet később Károly Mária Izidor spanyol infáns újjáépíttette. Érdekes ipartörténeti emlék a 19. századi El Pallarés nevű olajütő, és szintén nevezetes a Szűz Mária Megtestesülése kápolna, ahol egy helyi legenda szerint Mária egyszer meg is jelent.
A település szép természeti környezetben fekszik. A Boyal nevű legelőnek azonban kulturális jelentősége is van, ugyanis minden évben május 15-én itt szokták tartani a Szent Izidor-zarándoklatot. A közelben található, szabadon látogatható Babák Barlangja (Cueva de los muñecos) onnan kapta a nevét, hogy benne babákra hasonlító cseppkövek láthatók. Szintén érdekes természeti képződmény a Michos nevű tó: ez a kis kerek tavacska egy vulkanikus eredetű, 550 méter átmérőjű bemélyedésben összegyűlt vízből áll. A tó környezetének értékes az élővilága is: előfordul itt az ibériai hiúz, az ibériai sas, a fekete gólya és a barátkeselyű is. Egy másik, szintén vulkanikus eredetű tó is található a község külterületén, a két hektáros Navazói-tó, ahol télen megjelenik a kis vöcsök és a vízityúk, valamint szaporodási időszakban a bíbic, a tőkés réce és a fehér gólya is.
A községben több eredetvédelemmel ellátott élelmiszert is előállítanak: az alcuida-völgyi olajat, a manchego sajtot és a pan de cruz nevű péksüteményt. A jellegzetes helyi ételek közé tartozik a cochifrito nevű malachúsos étel, az ajoblanco nevű hideg leves, a juhsajt és a sült tej nevű desszert.

## Népesség
A település népessége az elmúlt években az alábbi módon változott:
| Lakosok száma | 1754 | 1693 | 1635 | 1592 | 1605 | 1520 | 1460 | 1375 | 1339 | 1324 |
|               | 2001 | 2004 | 2006 | 2009 | 2011 | 2014 | 2016 | 2019 | 2021 | 2024 |